# Amara Kallé
Amara Dit Morikè Kallé est un footballeur international malien.  Il évolue actuellement à l'AJ Auxerre au poste de défenseur central.
Il joue à l'AJ Auxerre puis à AS Gurgy.

## Sélection nationale
Il obtient sa première sélection en sélection nationale, le 12 août 2009, face au Burkina Faso.